# Cerco de Ceuta (1419)
O Cerco de Ceuta de 1419 foi o segundo cerco imposto pelo emir de Granada a Ceuta, conquistada pelos portugueses em 1415.

## História
Ceuta fora conquistada pelos portugueses em 1415 e, três anos depois, deu-se o primeiro cerco de Ceuta, em que o sultão de Fez e o emir de Granada atacaram a cidade em conjunto, porém foram rechaçados. Em 1419, o emir de Granada decidiu atacar a cidade novamente. O capitão de Ceuta, D. Pedro de Meneses foi avisado em Agosto de 1419 por via de Rui Gomes da Silva, seu futuro genro, que estava preso em Tarifa que se preparava um novo ataque, e escreveu ao rei D. João I a pedir reforços.
O rei enviou o infante D. Duarte a Lisboa para preparar uma frota de socorro e, embora os seus filhos lhe tenham pedido para tomar parte na expedição, o rei autorizou apenas o infante D. Henrique e o infante D. João a partir. Na expedição incorporou-se ainda o conde de Barcelos. 600 homens do Porto, Lisboa e Algarve, a que se juntaram numerosos estrangeiros partiram para o norte de África, tendo chegado três dias depois, com grande número de apetrechos bélicos.
Os reforços mantiveram-se em Ceuta durante um mês e quando planeavam regressar a Portugal por se aproximar o Inverno, avistaram um enorme fogo que durou quatro horas, que foi interpretado como sinal de ataque dos muçulmanos. Um exército de marroquinos e granadinos, comandado por Zaide, sobrinho do emir de Granada, investiu sobre a cidade e travaram-se os primeiros combates, tendo os portugueses saido a campo mas sido obrigados a recolherem-se ao interior da praça. Os muçulmanos tentaram derrubar as muralhas com dois canhões. Os portugueses, porém, ripostaram também a tiro de canhão e mataram a guarnição de um deles.
Atacaram depois a Almina, onde se deu um duro combate a 9 de Outubro. Entretanto, partiu de Portugal uma nova frota com reforços. Ao passar em frente a Gibraltar, o emir de Granada, que se encontrava ali, imediatamente mandou fazer sinais aos sitiantes do lado oposto do estreito, estabelecendo assim a confusão. Os muçulmanos foram rechaçados da Almina e muitos fugiram para as embarcações, matando-se uns aos outros pois não chegavam para todos. Ao verem a desordem que tomava conta dos muçulmanos, os portugueses desprezaram as ordens dos seus superiores e fizeram uma sortida. Nesta saída participou, porém, o capitão D. Pedro de Meneses em pessoa, cujo cavalo foi abatido durante o combate e foi ferido com uma pedrada que o deixou sem sentidos. Ao mesmo tempo, a esquadra do Infante D. Henrique e do Infante D. João atacavam os navios dos muçulmanos que tentavam fugir, apresando muitos. Aqui foi morto o comandante Zaide.
Findos os combates, os reforços portugueses desembarcaram e participaram num cortejo pela cidade, onde foram aclamados pela população e visitaram os principais locais dos combates, terminando o cortejo na Igreja de Santa Maria de África.
Morto Zaide, os muçulmanos elegeram Abderramana como novo comandante e continuaram com ataques a Ceuta. Abderramana partiu a recrutar mais guerreiros e, a 24 de Junho de 1419, estando em Ceuta uma esquadra comandada por D. Fernando de Noronha, enviado a limpar o estreito de Gibraltar de corsários, deu-se um novo ataque à cidade mas foi rechaçado.
Os muçulmanos descercaram depois a cidade. O emir de Granada ponderou atacar a cidade novamente mais foi dissuadido pelos seus conselheiros.